# Aplomera macrocera
Aplomera macrocera är en tvåvingeart som beskrevs av Jacques-Marie-Frangile Bigot 1888. Aplomera macrocera ingår i släktet Aplomera och familjen dansflugor. Inga underarter finns listade i Catalogue of Life.